# 朱子壉
胙城榮順王朱子壉（1435年—1477年），明朝周藩第二代胙城王，胙城莊簡王朱有燆的庶長子。

## 生平
正統十三年（1448年）五月，獲賜名子壉。六月，封鎮國將軍。景泰六年（1455年）五月，襲封胙城王。八月，獲給歲祿一千石，米鈔中半兼支。
成化十三年（1477年）正月，朱子壉去世，享年四十三歲，諡號榮順。兩年後，庶長子鎮國將軍朱同𨬐襲爵。

## 家庭

### 妾
- 王氏，生朱同𨬐[7]

### 子
- 庶長子：鎮國將軍→胙城昭僖王朱同𨬐[6]
- 庶次子：鎮國將軍朱同鈷[8]
- 庶五子：鎮國將軍朱同銓[9]